# たばよう
たばよう（束よう）は、日本の漫画家。

## 来歴
2013年、『TOILETPAPER MAN』で『別冊少年チャンピオン』（秋田書店）の別冊少年チャンピオン創刊記念3誌合同新人漫画賞大賞を受賞。同作品が『別冊少年チャンピオン』2013年2月号に掲載され、デビュー作となる。
同年同月、『週刊少年チャンピオン』（秋田書店）2013年8号から同年11号まで『くろすぶりーど』を短期集中連載。その後、2013年7月4日に新設された『Champion タップ!』で、『宇宙怪人みずきちゃん』の連載が開始。

## 作品リスト

### 連載
- くろすぶりーど（『週刊少年チャンピオン』2013年8号 - 11号）
- 宇宙怪人みずきちゃん（『Champion タップ!』2013年7月4日 - 2015年1月15日）
- ひとにあうひとびと（『COMIC MeDu』2018年11月23日 - 2019年4月12日）
- おなかがへったらきみをたべよう（『マンガクロス』2021年7月12日 - 2021年11月15日）
- せせせせ！ 〜目指せ初H! 童貞女子のときめき大作戦（『別冊少年チャンピオン』2023年11月号 - 2025年7月号、全22話）
- あゎ菜ちゃんは今日もしあわせ（『となりのヤングジャンプ』2024年6月28日 - 2025年6月27日、全29話）

### 読み切り
- TOILETPAPER MAN（『別冊少年チャンピオン』2013年2月号）
- やさしいおねえちゃん（『週刊少年チャンピオン』2017年19号）
- キリン（原作：つくみず、『少女終末旅行 公式アンソロジーコミック』2017年） - 『少女終末旅行』のアンソロジー寄稿作品。
- ブタさん大好きぬのねちゃん（『COMIC MeDu』2018年5月18日）
- ちいさいJK（『COMIC MeDu』2018年9月26日）
- けあなだいすき♡かおだにちゃん（『増刊ヤングジャンプヒロイン2』2022年8月10日）
- しいく委員のおしごと（『WebComicアパンダ』2022年12月1日）
- むにゅちゃんのしたいこと（『WebComicアパンダ』2023年7月3日）
- まひろの定点撮影8時間（原作：ねことうふ、『お兄ちゃんはおしまい！ 公式アンソロジーコミック』6巻、2025年） - 『お兄ちゃんはおしまい！』のアンソロジー寄稿作品。

### 書籍
- 『宇宙怪人みずきちゃん』、秋田書店〈少年チャンピオンコミックス・タップ！〉2014年 - 2015年、全2巻
  1. 2014年6月6日発売[3][4]、ISBN 978-4-253-13051-6
  2. 2015年3月6日発売[5]、ISBN 978-4-253-13052-3
- 『おなかがへったらきみをたべよう』秋田書店、2022年5月6日発売[6][7]、ISBN 978-4-253-10932-1
- 『せせせせ！ 〜目指せ初H! 童貞女子のときめき大作戦』、秋田書店〈少年チャンピオンコミックス〉2024年 - 2025年、全3巻
  1. 2024年6月7日発売[8][9]、ISBN 978-4-253-29109-5
  2. 2025年2月7日発売[10]、ISBN 978-4-253-29110-1
  3. 2025年8月7日発売[11]、ISBN 978-4-253-29349-5
- 『あゎ菜ちゃんは今日もしあわせ』、集英社〈ヤングジャンプ コミックス〉2024年 - 、既刊2巻（2025年3月18日現在）
  1. 2024年11月19日発売[12][13]、ISBN 978-4-08-893326-9
  2. 2025年3月18日発売[14]、ISBN 978-4-08-893457-0